# Televizní věž v Kantonu
Kantonská věž (čínsky 广州塔) je televizní věž nacházející se v čínském jihovýchodním městě Kantonu. Věž má výšku 600 m a nejvyšší vyhlídková plošina je ve výšce 450 m.
Elipsovitá základna věže je široká 75 metrů. Stavba se do výšky hyperbolicky zužuje a k vrcholu opět rozšiřuje. Ve věži se nachází hlavní sloup silný 13 metrů. Věž byla otevřena v roce 2010. Od centra Kantonu je věž vzdálena 6 km. Je jednou z nejvyšších televizních věží světa.